# Banam Rūd
Banam Rūd (persiska: بنم رود) är en ort i Iran.   Den ligger i provinsen Khorasan, i den östra delen av landet, 800 km öster om huvudstaden Teheran. Banam Rūd ligger 1 937 meter över havet och antalet invånare är 429.
Terrängen runt Banam Rūd är kuperad österut, men västerut är den platt.Runt Banam Rūd är det glesbefolkat, med 12 invånare per kvadratkilometer. Närmaste större samhälle är Zohān, 12,2 km norr om Banam Rūd. Omgivningarna runt Banam Rūd är i huvudsak ett öppet busklandskap.